# Obolcola scotozona
Obolcola scotozona là một loài bướm đêm trong họ Geometridae.